# イトーヨーカドー四街道店
イトーヨーカドー四街道店（イトーヨーカドーよつかいどうてん）は、千葉県四街道市中央にある総合スーパー。

## 概要
2005年3月30日、千葉県四街道市中央の四街道都市核北土地区画整理事業地内5街区に開店した。以前この場所には、精工舎千葉工場・旧四街道中学校が存在していた。施設はヒューリックが所有している。
現在の店舗は2代目である。初代の店舗（1977年4月開店 - 2005年3月閉店）は同市大日にあり、現在は「M2プラザ」として営業してる。

## 沿革
- 2005年（平成17年）
  - 3月30日 - 開業[1]。
- 2007年（平成19年）
  - 8月30日 - 日本リテールファンド投資法人（現：日本都市ファンド投資法人）がアクティブ・ピース・コーポレーションからイトーヨーカドー四街道店を取得[3][4][5]。
- 2018年（平成30年）
  - 10月5日 - アカチャンホンポがフルルガーデン八千代から移転し、開店[6][7]。
  - 11月15日 - ロフトが開店[8][9]。
- 2021年（令和3年）
  - 8月12日 - ヒューリックが日本都市ファンド投資法人からイトーヨーカドー四街道店を取得[5][10][11][12][13]。
- 2024年（令和6年）
  - 6月21日 - 直営売り場を改装し、リニューアルオープン[14]。

## テナント
- 主なテナントはイトーヨーカドー、ロフト、アカチャンホンポ、くまざわ書店、ニトリデコホーム、ABCマート
- 店舗詳細については「専門店のご案内」を参照。

| 階   | フロア概要                         |
| ---- | ---------------------------------- |
| R階  | 屋上駐車場                         |
| 2階  | ファッション・キッズタウンのフロア |
| 1階  | 食品・暮らしのフロア               |
| B1階 | 地下駐車場                         |